# Naglimozero
Le Naglimozero (en russe : Наглимозеро) est un lac situé dans le raïon de Kargopol dans l'oblast d'Arkhangelsk en Russie septentrionale. Le lac fait partie du parc national de Kenozero.

## Géographie
Le lac se situe dans le raïon de Kargopol dans l'oblast d'Arkhangelsk dans le Nord russe. Il fait partie du bassin du fleuve Onega, fleuve qui se jette dans la mer Blanche. Le lac est inclus dans le parc national de Kenozero. Sa superficie est de 5,7 km2.